# 宮津線
宮津線（日语：／ Miyazu sen */?），是由京都丹後鐵道所營運的鐵路線，連接日本京都府舞鶴市的西舞鶴站，途徑宮津市的宮津站至兵庫縣豐岡市的豐岡站，是前往日本三景中的天橋立的重要交通方式。過往曾是日本國有鐵道（國鐵）、西日本旅客鐵道（JR西日本）的路線，1990年至2015年由北近畿丹後鐵道運營，不過因長期皆處於赤字營運，2014年把路線經營權交予經營旅行社的WILLER ALLIANCE，WILLER ALLIANCE另外成立「京都丹後鐵道」，2015年4月1日接手後，把路線一拆為二，西舞鶴－宮津改稱為「宮舞線」（路線編號：M）；宮津－豐岡改稱為「宮豐線」（路線編號：T）。但營運上，兩線仍然是直通運轉。

## 路線資料
- 路線距離（營業距離）：83.6公里[1]
- 軌距：1,067毫米（窄軌）[1]
- 站數：19個（包括起終點站）[1]
- 複線路段：沒有（全線單線）[1]
- 電氣化路段：
  - 宮津－天橋立間 電氣化（直流電1,500 V）[1]
  - 西舞鶴－宮津間、天橋立－豐岡間 非電氣化（日语：非電化）[1]
- 閉塞方式：特殊自動閉塞式（電子符號照查式）[1]
- 最高速度：85公里/小時[1]
- 最小曲線半徑：300公尺[1]
- 最大坡度：25 ‰[1]

## 營運狀態

### 區域輸送
現時普通列車的編排，均以能在宮津站或天橋立站接駁特急列車前往福知山或京都為首要考慮因素。平均約1小時至2小時1班，由宮舞線的西舞鶴站發車，除了最後一班只服務至宮津外，其餘均能直通宮豐線至網野站或豐岡站，至於宮豐線內，除直通至宮舞線的普通列車外，亦有直通宮福線的特急和快速列車，這些列車在管道內，除了4個車站外，其他車站均會停車。
宮舞線
- 每日共有19班上行、18班下行。上行除晚上1班線內快速外，其餘均由宮豐線車站駛入；下行除1班可直通宮福線、晚上1班只服務至宮津外，其餘均以宮豐線中的網野或豐岡為總站。

宮豐線
- 每日共有26班上行、27班下行。上行中有18班普通列車直通宮舞線，8班特急及普通直通宮福線；下行中有16班普通列車由宮舞線直通，2班管內運行，另外9班特急、快速及普通列車由宮福線駛入。

## 使用車輛

### 現用車輛

#### 由北近畿丹後鐵道提供的車輛
- MF100型、MF200型
- KTR700型、KTR800型
- KTR8000型
- KTR001型

#### JR西日本
- 113系
- 115系

## 外部連結
- （日語） 北近畿丹後鐵道株式会社（页面存档备份，存于）